# Kościół św. Rocha i św. Sebastiana w Częstochowie
Kościół Świętego Rocha i Świętego Sebastiana w Częstochowie – kościół rektoralny znajdujący się w Częstochowie, przy ulicy świętego Rocha.

## Historia

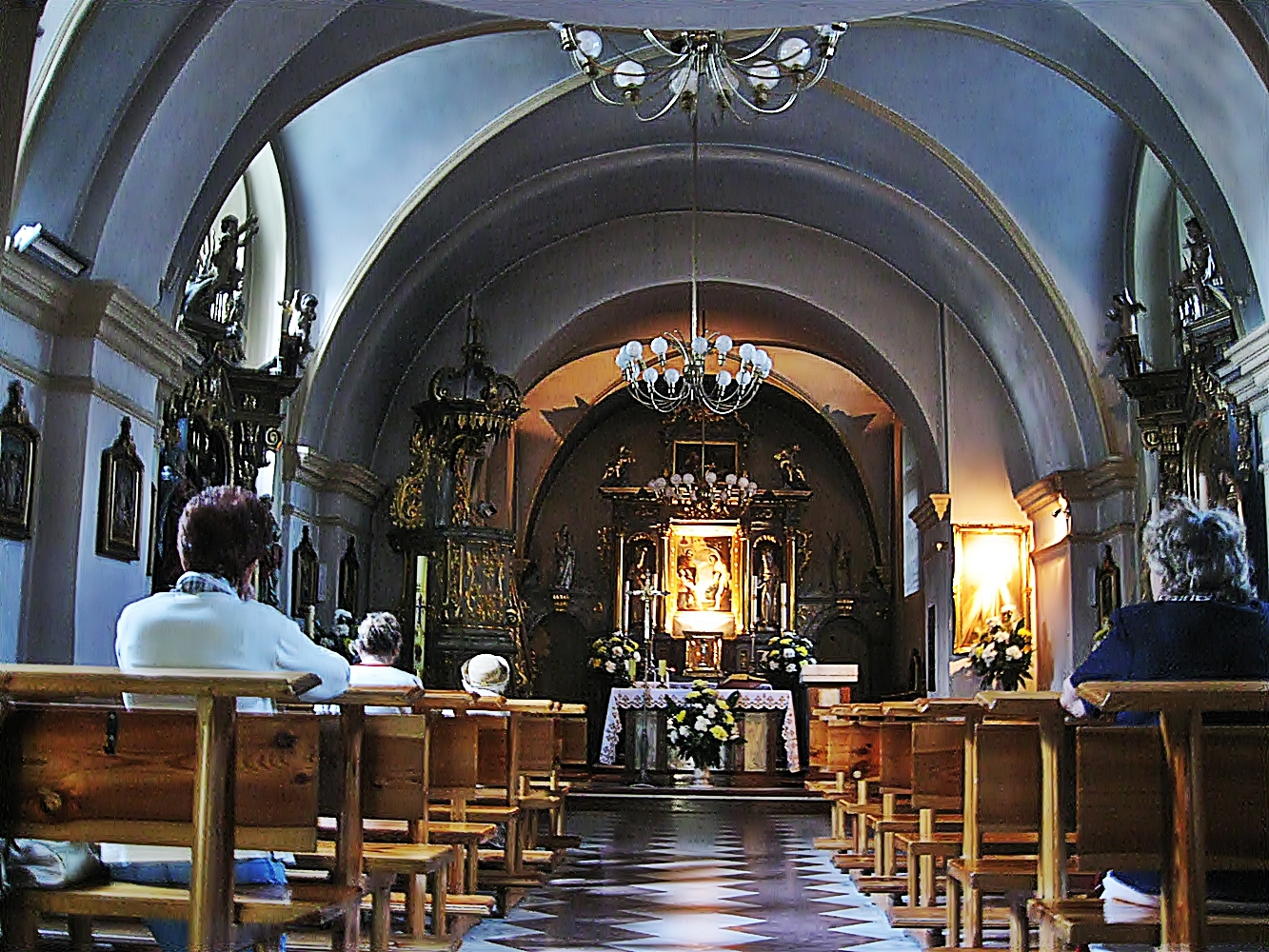
Wnętrze kościoła

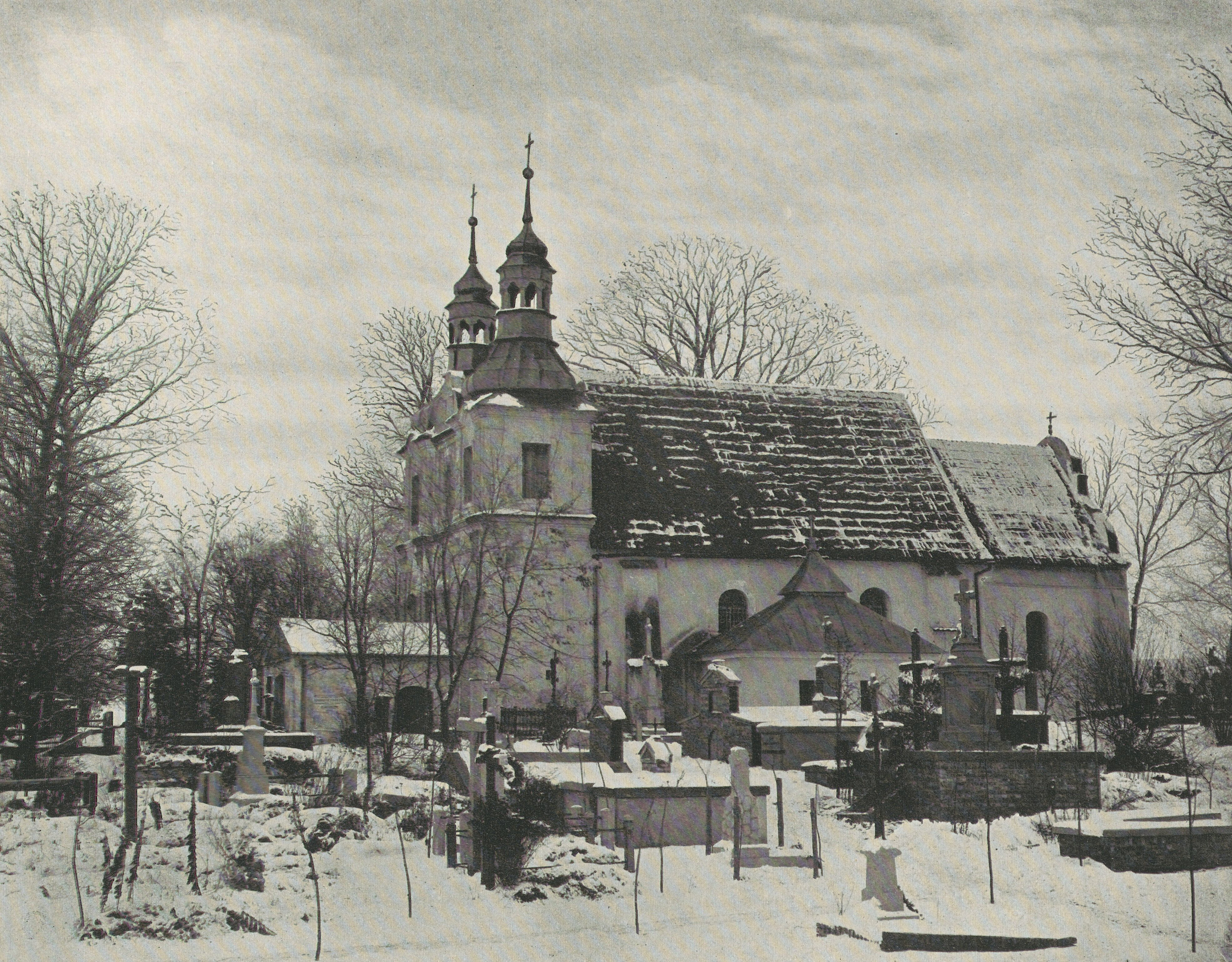
Widok przed 1899

Pierwsza kaplica murowana wybudowana w latach 1641–1642 z fundacji prowincjała paulińskiego – słynnego budowniczego wielu obiektów w mieście – ojca Andrzeja Goldonowskiego została zniszczona w czasie oblężenia szwedzkiego w 1655 roku. Na jej miejscu została wybudowana obecna świątynia w 1680 roku, a w 1739 roku została odnowiona. W 1771 roku została splądrowana w czasie walk konfederatów barskich. Dzisiejszy wygląd świątyni pochodzi z lat 1783–1785, kiedy to została przebudowana, a na miejscu dawnej jednej wieży zostały wybudowane dwie. Świątynia w stylu baroku, o jednej nawie. Ostatnio odnowiona z lat 1987–1992 jest bardzo ciekawe. Ołtarz główny barokowy z końca XVII stulecia z piękną ornamentyką wykonaną w końcu XVIII stulecia (1785 rok) w stylu rokoka. Wyposażenie wnętrza w rzeźby i obrazy oraz naczynia liturgiczne pochodzą z XVII i XVIII stulecia, a także częściowo z XIX stulecia. Do 2018 rektorem kościoła był ksiądz Janusz Parkitny, od 2018 funkcję tę pełni ksiądz Zbigniew Krawczyk. 
Organy zostały zbudowane w 1869 roku przez Józefa Szymańskiego, który działał wówczas w Częstochowie. Zachował się tylko jeden oryginalny napis z nazwą głosu (Super-oktawa Stóp 2), podczas gdy jednolite tabliczki nad kluczami rejestrowymi wprowadzono po 1997 roku. 